# Qingdao Airlines
A Qingdao Airlines é uma empresa aérea com sede em Qingdao, na China, foi fundada em 2014.

## Frota
Em agosto de 2017:
- Airbus A320-200:14
- Airbus A320neo: 2